# Karl Seemann von Treuenwart
Karl Seemann von Treuenwart (německy Carl Ottokar Seemann Ritter von Treuenwart) (14. července 1837 Linz – 26. března 1925 Vídeň) byl rakousko-uherský admirál. U c. k. námořnictva sloužil od roku 1854, absolvoval plavby do zámoří a vyznamenal se účastí v několika válkách. Nakonec dlouhodobě zastával funkci veltele C. k. námořní akademie v Rijece (1884–1885, 1886–1895), v roce 1897 byl penzionován v hodnosti viceadmirála.

## Biografie

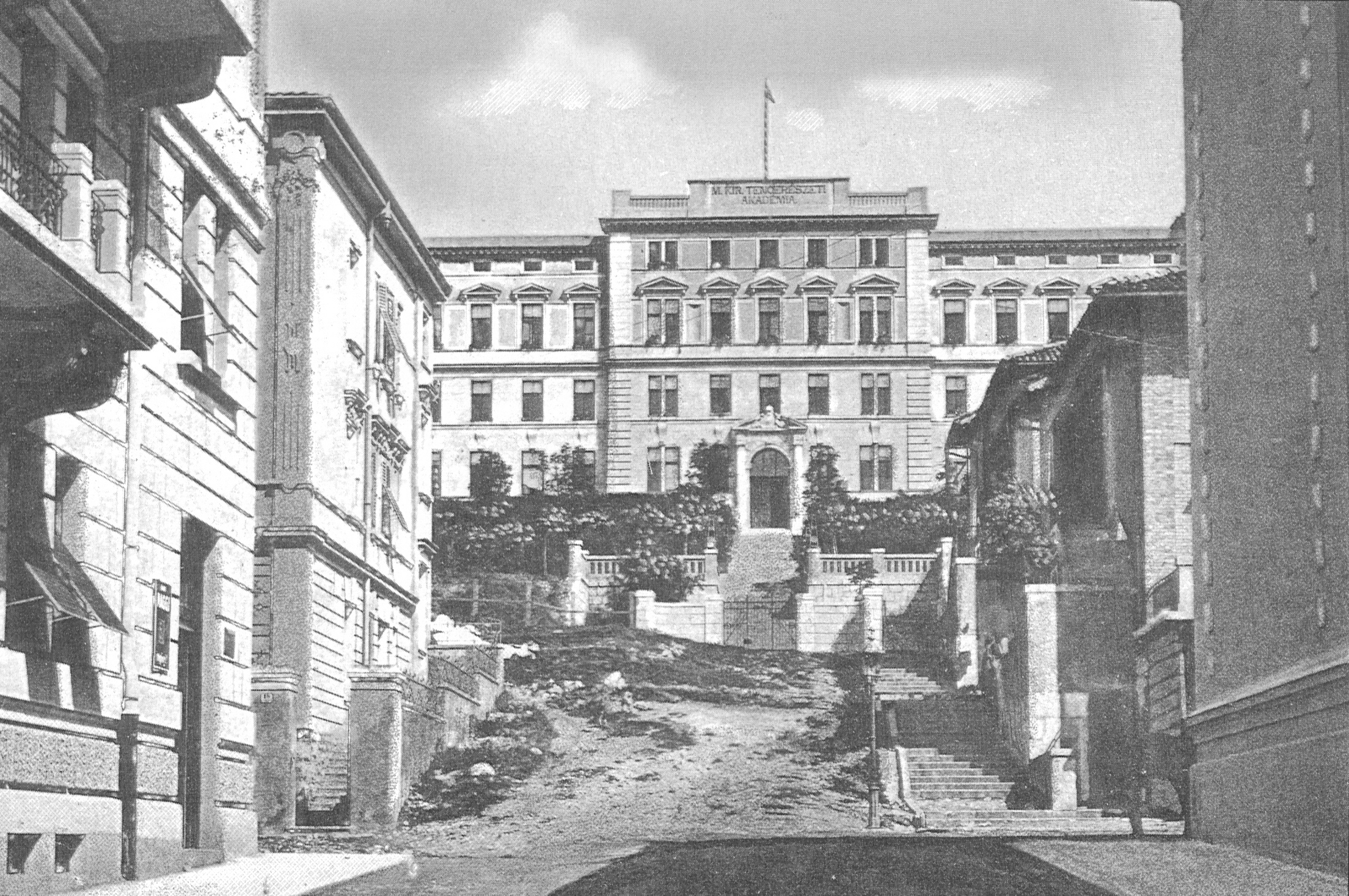
C. k. námořní akademie v Rijece, kde byl Karl Seemann velitelem v letech 1884–1885 a 1886–1895

Byl starším synem c. k. generálního auditora Wenzela Seemanna (1795–1885). V letech 1851–1854 studoval na C. k. námořní akademii v Terstu a v roce 1854 vstoupil jako kadet k námořnictvu. V začátku své kariéry byl přidělen k námořnímu oblastnímu velitelství v Terstu a Benátkách, na parníku SMS Elisabeth absolvoval v letech 1854–1856 cestu do Řecka, Sýrie, Egypta, Itálie a Francie. Na fregatě SMS Radetzky cestoval v letech 1856–1857 na studijní pobyt v Anglii a v roce 1858 získal hodnost praporčíka. V roce 1859 byl přidělen k arzenálu v Benátkách a téhož roku se zúčastnil války se Sardinií. Další roky strávil v Terstu a službou na různých lodích, v roce 1864 se zúčastnil dánsko-německé války a byl povýšen na poručíka II. třídy. Jako první důstojník na fregatě SMS Schwarzenberg bojoval v bitvě u Visu za války s Itálií a téhož roku získal hodnost poručíka I. třídy.
Jako první důstojník na parníku SMS Kaiserin Elisabeth doprovázel v roce 1869 císaře Františka Josefa na Blízký východ při příležitosti slavnostního otevření Suezského průplavu. V letech 1870–1872 byl pobočníkem velitele námořní základny v Pule Maximiliana Daublebskyho, následně byl velitelem korvety SMS Minerva a krátce byl přidělen k námořnímu arzenálu v Pule. V letech 1875–1882 působil v prezidiální kanceláři námořní sekce na ministerstvu války ve Vídni a k datu 1. října 1878 byl povýšen na korvetního kapitána. Během povstání v Dalmácii v roce 1882 byl jako velitel lodi SMS Andreas Hofer k dispozici dalmatskému místodržiteli Stjepanu Jovanovićovi.
K datu 1. května 1883 byl povýšen do hodnosti fregatního kapitána a krátce působil u oblastního námořního velitelství v Terstu, další řadu let své kariéry spojil s C. k. námořní akademií v Rijece, kde v roce 1884 začal působil jako pedagog a zároveň jako provizorní velitel. Vyučoval taktiku a námořní právo, k jeho žákům patřil mimo jiné arcivévoda Leopold Ferdinand. Na korvetě SMS Erzherzog Friedrich absolvoval plavbu s kadety námořní akademie (1885) od září 1885 do září 1886 byl velitelem fregaty SMS Radetzky Mezitím 1. listopadu 1885 získal hodnost kapitána řadové lodi. V letech 1886–1895 byl velitelem C. k. námořní akademie a k datu 1. května 1892 byl povýšen na kontradmirála. V letech 1895–1896 byl na fregatě SMS Laudon velitelem výcvikové eskadry, krátce převzal také křižník SMS Kaiserin Elisabeth, s nímž absolvoval plavbu po Středomoří a na Blízký východ jako velitel II. divize. V lednu 1897 byl přeložen ke sborovému námořnímu velitelství v Pule a k datu 1. května 1897 penzionován.
Při příležitosti odchodu do výslužby získal hodnost viceadmirála (1. května 1897) a usadil se v Terstu. Příležitostně se zúčastňoval veřejného života jako člen Rakouské společnosti pro podporu lodní dopravy (Österreichischer Flottenverein). Po rozpadu monarchie se přestěhoval do Vídně, kde zemřel v roce 1925 ve věku 87 let na následky zápalu plic. Pohřben je na hřbitově ve vídeňské čtvrti Pötzleinsdorf.

## Rodina
Od roku 1868 byl ženatý s Marií Odkolkovou (1846–1934), dcerou pražského továrníka Františka Odkolka. Z manželství se narodili čtyři synové, Karl, Heinrich, Franz Xaver a Albin.
Z jeho sourozenců byla nejstarší sestra Eleonora (1835–1915), provdaná za generálního ředitele c. k. tabákové režie barona Jacoba Merkla von Reinsee (1814–1901). Karlův mladší bratr Albin (1840–1912) působil jako vojenský soudce a generální auditor, nakonec byl sekčním šéfem na ministerstvu války. Nejmladší sestra Johanna (1849-1944) byla klavíristkou a učitelkou hudby, jejím manželem byl vlastní synovec baron Adolf Merkl von Reinsee (1853–1929), dvorní rada u c. k. tabákové režie.

## Tituly a ocenění
Užíval šlechtický titul rytíře s predikátem von Treuenwart, který získal otec v roce 1854. Během služby u námořnictva se stal nositelem vysokých vyznamenání v Rakousku-Uhersku i v zahraničí.

### Rakousko-Uhersko
- Vojenská záslužná medaile (1864)
- Válečná pamětní medaile (1864)
- Řád železné koruny III. třídy s válečnou dekorací (1866)
- Válečná medaile (1873)
- Služební odznak pro důstojníky III. třídy (1877)
- rytířský kříž Řádu Františka Josefa (1882)
- komturský kříž Řádu Františka Josefa (1895)
- Jubilejní pamětní medaile (1898)
- Vojenský jubilejní kříž (1908)
- komandérský kříž Leopoldova řádu (1910)
- Služební odznak pro důstojníky II. třídy (1910)

### Zahraničí
- rytířský kříž Řádu Gudalaupe (1867, Mexiko)
- velkokříž Řádu Spasitele (1896, Řecko)
- Řád Medžidie III. třídy (1896, Osmanská říše)
- velkodůstojník Řádu sv. Mořice a Lazara (1897, Itálie)